# 铁幕来鸿
《铁幕来鸿》（英語：The Kremlin Letter）是一部美国黑色电影，约翰·休斯顿执导，理查德·布恩、奥森·威尔斯、马克斯·冯·叙多、毕比·安德森、帕特里克·奥尼尔和乔治·桑德斯出演。1970年由20世纪福克斯发行。剧本是休斯顿和格拉迪斯·希尔合写，根据诺埃尔·贝恩的小说忠实改编。评论家称该片的摄影“美丽”、“动人”，讲述了一个高度复杂、真实，充满了难以接受的阴谋和间谍活动的故事，这个故事设定在1969-1970年交替的冬天，正是冷战高峰期。当年该片遭到票房失败和评论界冷遇，但之后的几十年受到评论界持续的赞誉。法国导演让-皮埃尔·梅尔维尔称赞该片是“杰作”、“为电影设立了标准”。